# Beautiful Life (cântec de Ace of Base)
Beautiful Life este o melodie a trupei suedeze, Ace of Base lansată pe 20 octombrie 1995. În America de Nord, a fost primul single lansat The Bridge; în Europa, urmată de „Lucky Love”.
Piesa a fost scrisă la 1 ianuarie 1994 de către membrul trupei Jonas Bergren, în timp ce se afla în Insulele Canare. La vremea respectivă, „The Sign” tocmai a ajuns pe locul 1 pe lista Billboard Hot 100, ceea ce l-a inspirat să scrie melodia. La sfârșitul zborului spre casă, a auzit câteva acorduri și a început să fredoneze, iar melodia a fost făcută acolo. A trebuit să-l tragă repede ca să nu-l uite. Bergren a încorporat elementele gospel în cântec, iar cântarea evangheliilor pe acoperișul pe care îl cântă a făcut în cele din urmă grupul feminin din patru piese pe care l-a avut Denise Pop. Ei urmează adesea acele vocale pentru o influență spirituală maximă.